# Larne

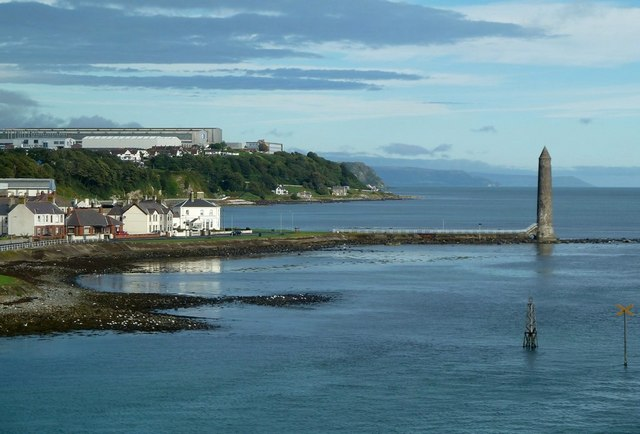
Das Chaine Memorial

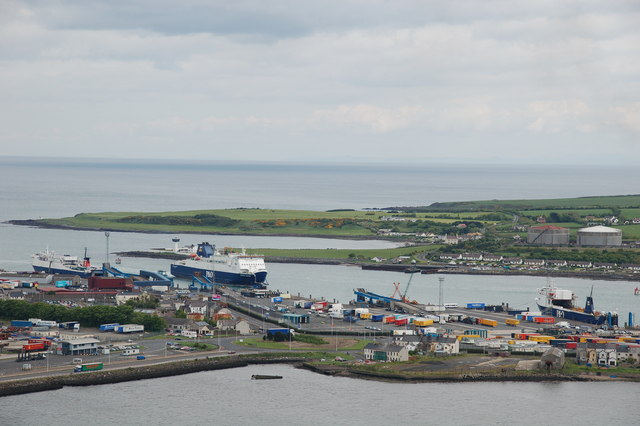
Der Hafen von Larne

Larne (irisch Latharna) ist eine Hafenstadt in Nordirland. Sie liegt am nördlichen Ende des Larne Lough, eines schmalen Meeresarms, der bei der Stadt eine Verbindung zum Nordkanal zwischen der irischen Insel und Schottland hat.
Die Stadt hat etwa 19.000 Einwohner (Census 2011: 18.875) und liegt im County Antrim, etwa 36 Kilometer (23 Meilen) nördlich von Belfast und ebenso weit östlich von Ballymena. Larne war der Verwaltungssitz des ehemaligen gleichnamigen Districts, der 2015 im District Mid and East Antrim aufging.
Östlich der Stadt liegt das weithin sichtbare Ballylumford-Kraftwerk, eines der wichtigsten Nordirlands.
Sehenswert sind das Olderfleet Castle, das Chaine Memorial und der Carnfunnock Country Park.

## Verkehr
Larne hat einen modernen Fährhafen. Es gibt eine Schiffsverbindung mit P&O Ferries nach Cairnryan, Schottland.
Larne ist nördlicher Beginn der E 1, die entlang der irischen Ostküste über Belfast und Dublin nach Wexford im Süden der Insel Irland führt und sich an der Westküste Spaniens und Portugals fortsetzt. Sie verläuft bis Newtownabbey als Fernstraße A8 und dann als M2 bis Belfast.
Larne ist an der Station Larne Harbour Endpunkt einer Bahnverbindung der Northern Ireland Railways ab Belfast.

## Mythologie
Im Ulster-Zyklus der irischen Mythologie ist Larne Schauplatz der tragikomischen Erzählung Aided Loegairi Buadaig („Der Tod Loegaires des Siegreichen“).

## In Larne geboren
- Hugh Nelson (1830–1893), Politiker
- James Augustine McFaul (1850–1917), Bischof von Trenton
- Charles Kingsley Meek (1885–1965), Anthropologe und Afrikaforscher
- Ivan Magill (1888–1986), Anästhesist
- Valerie Hobson (1917–1998), Schauspielerin
- Maxwell Reed (1919–1974), Schauspieler
- Robert Henry Alexander Eames (* 1937), anglikanischer Bischof
- Michael Campbell (* 1941), römisch-katholischer Ordensgeistlicher und Bischof
- Michael Hughes (* 1971), Fußballspieler und -trainer
- Keith Gillespie (* 1975), Fußballspieler
- Gareth McAuley (* 1979), Fußballspieler
- Julie Nelson (* 1985), Fußballspielerin
- Jonathan Rea (* 1987), Motorradrennfahrer